# The Swedish Union Guards
The Swedish Union Guards, också känt som 57th Illinois Regiment eller The Bishop Hill Company, var ett till största delen svenskt regemente under det amerikanska inbördeskriget. Regementet stred för nordstatsarmén.

## Regementets formande

Tavla som visar slaget vid Shiloh där 57th Illinois Regiment medverkade.

Regementet sattes upp innan inbördeskrigets utbrott under år 1860. Regementschef blev Eric Forsse som varit i den svenska armén under tolv års tid och som senare utnämndes till major. För att fylla ut alla platser i regementet annonserade Forsse efter frivilliga soldater i den svenskspråkiga Chicago-tidningen Hemlandet. I artikeln skrev man:
"Countrymen and brothers! You, who feel your obligation to both our adopted country and the Scandinavian name in this important hour, come and unite with us, and let us march off, side by side, in this most proper of all wars, to win renewed honor for the noble Scandinavian name."
Kampanjen var framgångsrik och frivilliga anslöt från platser som Iowa City och Swede Point. Regementet övade vid Camp Bureau nära Princeton i Illinois. Inledningsvis samövades soldaterna med 26:e regementet, men 27 oktober 1861 lämnade man regementet i hemlighet på skeppet Musselman, eftersom soldaterna övertalats att ansluta sig till skarpskytteregementet Birge's Western Sharpshooters. På vägen hamnade dock skeppet under federal artillerield vid Alton. Svenskarna satt under en kort tid anhållna och anklagades för desertering, men kapten Peter Wikström lyckades få dem fria och man anslöt sig till det 57:e regementet. Händelsen dokumenterades aldrig i arméns officiella handlingar, men blev känd efter att kapten Eric Johnson rapporterat om händelsen.

## Slaget vid Shiloh
26 mars 1862 landsteg regementet i Pittsburg Landing och gick med i T.W. Sweenys tredje brigad och general W.H.L Wallaces andra divison. Den 6 april inleddes det som skulle komma att bli känt som slaget vid Shiloh. Regementet sattes in i striderna längs Corinth Road, efter att sydstatsarmén öppnat eld klockan 08:00 med en numerärt överlägsen fiendestyrka och ryckte fram mot det svenska regementet. Kl 17:00 hade sydstatsarmén tagit de flesta av nordstaternas artilleribatterier och nästan erövrat Pittsburg Landing. 
För att understödja general Hurlbuts division omgrupperade regementet till Tennesseefloden, vars läge gjorde att sydstatsarmén inte helt kunde besegra nordstatsstyrkorna. Regementet inringades vid floden, men dagen efter kom styrkor under general Buells ledning till deras hjälp och sydstatstrupperna kunde slås tillbaka. Frånsett artilleribeskjutning från båda sidor vilade förbanden under natten. På morgonen den sjunde april återupptogs striderna, vilka slutade med att sydstatarna drevs på flykt. Efter slaget deltog regementet i belägringen av Corinth, i belägringen av Vicksburg, general Shermans marsch mot havet och under segertåget i Washington D.C. 1865.

## Livet i fält

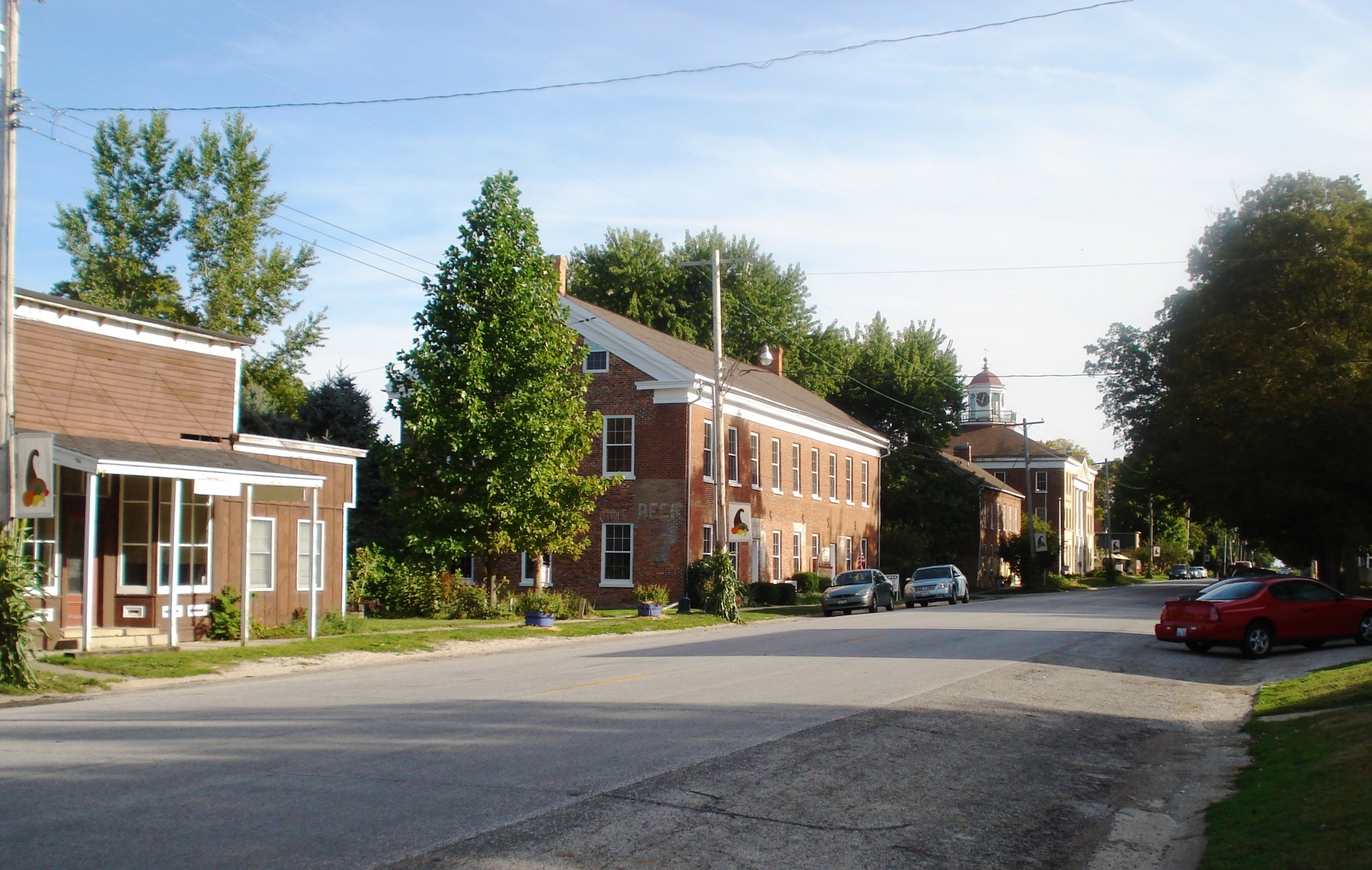
Dagens Bishop Hill i Illinois.

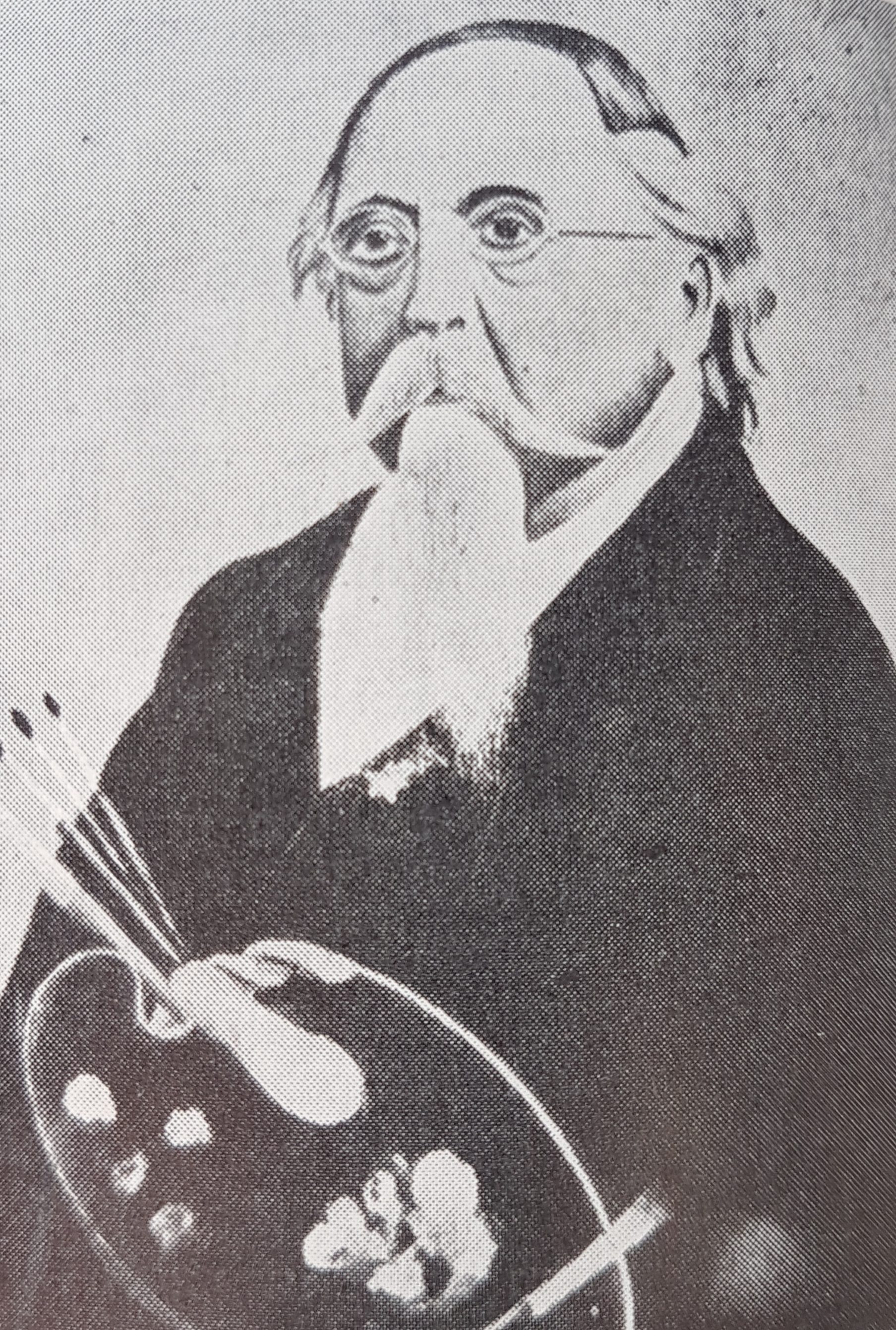
Självporträtt av soldaten och konstnären Olof Krans som stred i regementet.

Efter slaget vid Shiloh skrev löjtnant Eric Johnson:"Monday, April 8*.
Today has been the saddest one for me. War is a terrible thing. But nothing is worse than to walk over the battlefield after the fighting. Today, I went out with the party detailed to bury the dead. We buried all of the regiment together, right where our flag stood during the fight. The slaughter on both sides is terrible...The place is marked so it can be easily found by those who in the future may wish to see where their friends or relatives stood, nobly fighting for their liberties - and where they met a hero's death and grave. All this is glory for a soldier, and what we must be prepared for every minute."
Från Bishop Hill skickade man under kriget förnödenheter till regementet i form av bland annat inlagd sik vilket soldaterna tackade för i tidningen Hemlandet då provianten var dålig och öl liksom smör var dyrt. I regel åt soldaterna endast kokt eller rökt skinka. Soldaterna berättade i tidningen att de var glada över att de lyckats sätta upp en ugn för att kunna baka bröd. Hungern var inte det enda problemet för soldaterna; de var inte heller vana vid värmen i de södra delarna av USA. Efter tre års tjänst fick soldaterna 30 dagars permission, där många av dem mottogs den 29 januari 1864 i Galva's Norton Hall.

## Eftermäle
Vid Bishop Hill-kolonins 50-årsjublieum fick konstnären Olof Krans i uppdrag att måla tavlor över livet i Bishop Hill, där han även gestaltade livet för soldaterna i 57:e regementet samt några av soldaterna. Krans hade emigrerat till USA 1850 från Västmanland och under kriget själv deltagit i regementet. Hans verk blev så uppskattade att han 1988 hedrades med frimärken i både Sverige och USA. 1967 hittade forskare från Nordiska museet vaxinspelningar i Bishop Hill av svenska soldater som bland annat spelade och sjöng "Yankee Doodle", "Dixie" och "Oxpojkarnas sång", det sistnämnda en svensk översättning av Henry Clay Works låt "Marching through Georgia" från 1865. I Bishop Hill Community Park finns idag även ett monument upprättat till minne av det svenska regemientet.